# Canvi (Utsurohi)
Canvi (en japonès Utsurohi) és una instal·lació artística situada al Passeig de Minici Natal, a l'Anella Olímpica de Montjuïc, a Barcelona. Obra de l'escultora japonesa Aiko Miyawaki, fou creada el 1990, en el context de les obres efectuades per als Jocs Olímpics. És coneguda també pel títol Moment del moviment.

## Història i descripció

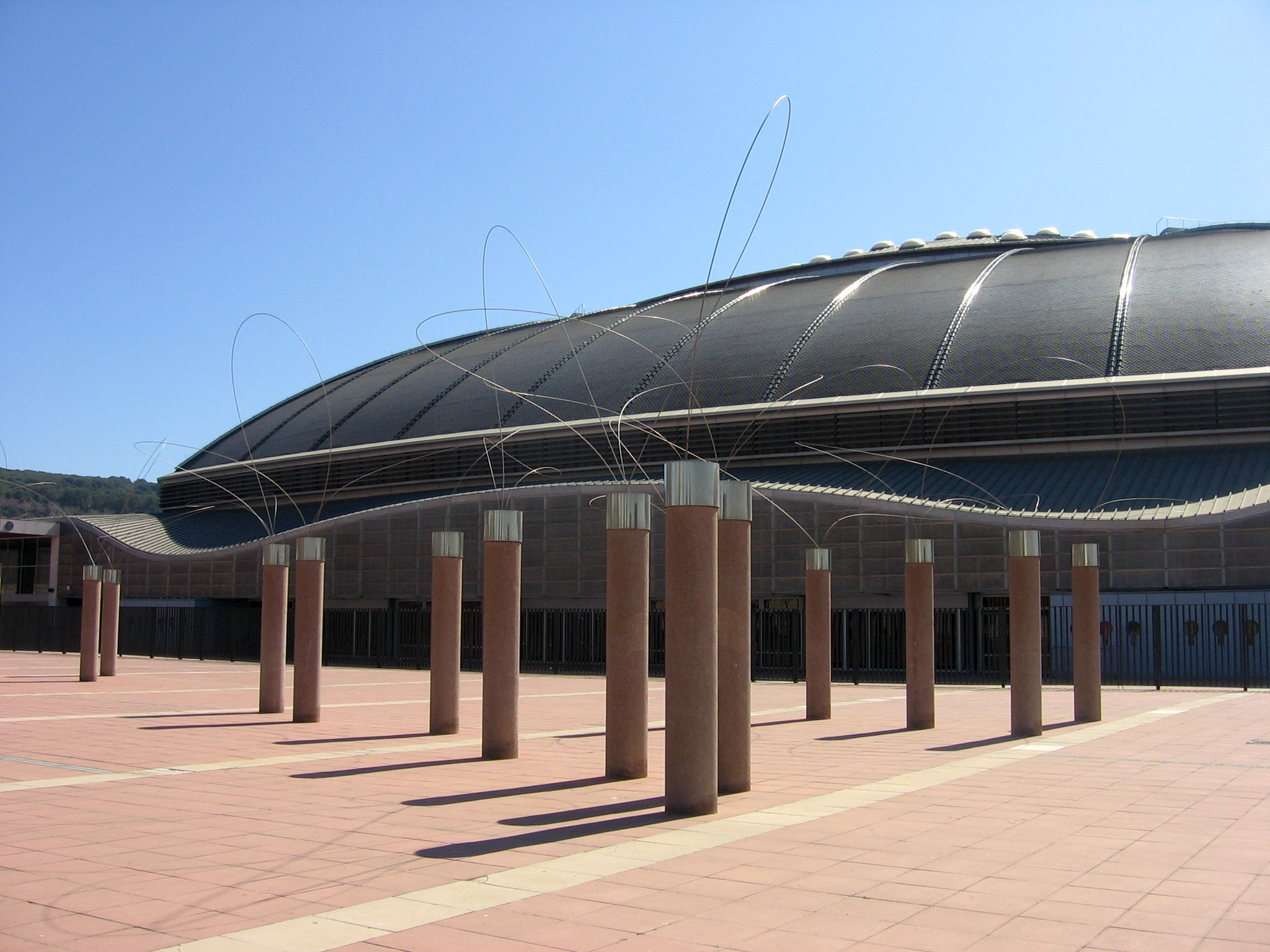
Vista de l'obra amb el Palau Sant Jordi al fons.

Aquesta obra va ser pensada per a ornamentar l'esplanada situada enfront del Palau Sant Jordi. Potser per això va ser encarregada a Aiko Miyawaki, esposa de l'arquitecte Arata Isozaki, autor del Palau. Aquesta escultora havia executat anteriorment una obra semblant a La Défense, París, el 1988. L'obra fou inaugurada durant les festes de la Mercè, el 21 de setembre de 1990, i va ser guardonada amb el premi de l'Associació Catalana de Crítics d'Art el 1991. El cost total de l'obra va ser de 22 milions de pessetes.
Utsurohi està compost per 36 columnes de pedra artificial i 55 cables d'acer inoxidable, disposats de forma irregular en una superfície de 54 metres de llarg per 14 d'ample, amb una altura de les columnes de 3,50 metres. La disposició recorda un bosc, amb un conjunt de línies disposades a l'espai que suggereixen moviment, dinamisme, transició, ja que les seves múltiples perspectives segons l'espectador canvia de posició transmeten una sensació de «canvi», d'aquí el títol. Un factor determinant a l'obra és la llum, ja que el seu caràcter metàl·lic genera tota una sèrie de reflexos —especialment al capvespre— que provoquen diverses sensacions en l'espectador. Per altra banda, la disposició de les columnes en set grups genera un cal·ligrama amb múltiples recorreguts per a transitar pel seu interior.